# АНС (НСА)
АНС, также НСА (народный совет Абхазии) — Абхазский народный совет, орган парламентаризма в Абхазии организованный 8 ноября 1917 года после начала февральской революции в России с целью бороться за права и независимость абхазского народа в составе Горской Республики как независимого штата.

## Конституция АНС
§ 1. абхазский народный совет является национально-политической организацией, объединяющей Абхазский народ.
§ 2. Представителем и выразителем воли Абхазского народа в сношениях с правительственными и административными учреждениями и общественно-политическими организациями является абхазский народный совет.
§ 3. абхазский народный совет ответственнен прежде всего перед Абхазским народом в лице общего съезда.
§ 4. Задачи абхазского народного совета:
а) защита и укрепление завоеваний революции; политическое воспитание и организация народных масс; борьба с анархией и контрреволюцией;
б) защита национальных и культурно-экономических интересов и политических прав Абхазского народа;
в) подготовительные работы по самоопределению абхазского народа;
г) поддержание и укрепление связи Абхазского народа с Союзом горцев Кавказа (док. № 210-сост.) и проведение в жизнь политических лозунгов, постановлений и мероприятий Центрального Комитета Союза.
д) Работа по текущим вопросам, требующим проявления воли Абхазского народа.
§ 5. Окружной комитет, комиссары и другие административные учреждения и лица оставляют за собой прежние функции управления, но работа и деятельность всех административных и иных учреждений и лиц, — поскольку эта работа и деятельность касаются Абхазии, — должны протекать в контакте с абхазским народным советом в интересах достижения плодотворных результатов.
§ 6. абхазский народный совет признаёт власть и компетенцию соответствующих административных учреждений и общественно-политических организаций, постольку, поскольку этими учреждениями и организациями соблюдаются принципы демократии и самоопределения наций.
§ 7. В целях ограждения интересов национальных меншинств, — вопросы, затрагивающие интересы других национальностей Сухумского округа, должны разрешаться или Окружным комитетом, или общим съездом округа или съездом заинтересованных сторон.
§ 8. абхазский народный совет имеет своих представителей в окружном комитете и, по мере надобности, в остальных местных административных и общественно-политических организациях.
§ 9. народный совет должен проводить в жизнь постановления, вынесенные общим съездом Абхазского Народа.
§ 10. Отчёт о своей деятельности совет отдаёт Общему Съезду Абхазского Народа.
§ 11. Совет имеет право кооптации, но кооптированные члены до утверждения их вынесенные Общим Съездом имеют только совещательный голос.
§ 12. Совет намечает из своей среды президиум в составе: председателя, секретаря и казначея, причём президиум утверждается общим съездом.
§ 13. По мере надобности, Совет должен выделить из своей среды/секции по различным специальным вопросам: например, по школьному, духовному, финансовому, и земельному и иным вопросам.
Примечание: в работе этих секций могут принимать участие кроме членов Совета и лица, приглашённые Советом.
§ 14. За кворум считается Ѕ общего числа членов Совета (в том числе и председатель), и решения выносятся простым большинством голосов.
Примечание: В том случае, когда голоса разделяются поровну, голос председателя даёт перевес соответствующей стороне.
§ 15. Подробный наказ и устав внутреннего распорядка Совет должен составить сам, не укланяясь от общих путей, намеченных в принятой Съездом декларации и конституции.
§ 16. Все члены в отдельности и Народный Совет в целом обязуются в своей деятельности брать за основу настоящую декларацию и конституцию.
Председатель съезда Симон Басария.
Секретари: Цагурия, Алания и Тарнава.
Докладчик Шерипов.
Принято 8 ноября 1917 г. гор. Сухуми.

## Разгон АНС 1918—1919
В 1918—1919 абхазский народный совет разогнали, депутатов заключили в Тифлисском замке, Варлам Шервашидзе был смещён и снова по какой-то причине поставлен на пост председателя, Абхазия была оккупирована Грузинской демократической республикой.
АНС ныне служил органом-вассалом грузинского правительства на западном Кавказе, большинство депутатов были грузинами и настроены про-грузински.
АНС предоставляет помощь грузинскому правительству из подвергшихся пропаганде абхазов, а также бориться как и ныне с ВРК во главе с Нестором и Эшба.

## Соглашение 9 февраля 1918 г
Соглашение с Грузией включало:
1. Воссоздать единую нераздельную Абхазию в пределах от р. Ингур до р. Мзымта, в состав которой войдут собственно Абхазия и Самурзакань или что то же нынешний Сухумский оккруг.
2. Форма будущего политического устройства в единой Абхазии должна быть выработана (в соответствии) с принципом национального самоопределения на Учредительном собрании Абхазии, созванном на демократических началах.
3. В случае если Абхазия и Грузия вступить с другими государствами в политические договорные отношения, то взаимно обязываются иметь предварительные между собой по этому поводу переговоры.
После договора большевики совершили неудачный переворот в Абхазии, но фактически с 16 по 21 февраля Сухум находился в руках Большевикского революционного комитета с 17 февраля они получают ультиматум от АНС сложить оружие.

## Организация АНС в 1917
10 марта 1917 в Сухумском округе был сформирован комитет общественной безопасности при предводительстве Александра Шервашидзе и милиция во главе с Таташем Маршьан.
8 ноября 1917 года абхазский народный совет возглавил — Симон Басария, на фоне февральской революции в России целью совета стало добиться успеха в получении абхазскому народу большей независимости, АНС был положительно настроен к союзу горцев Кавказа и входил в него через ЮВС («союзный договор» подписанный во Владикавказе 20 октября 1917).
Горское правительство в Абхазии возглавлял Семён Ашхацава. Также такие представители Горской Республики как Асланбек Шарипов неоднократно приезжали в Абхазию, выступали перед народом. но в противовес про-северо-кавказским делегатам безуспешно пытался выступить грузинский социал-меньшивик Акакий Чхенкели.
С конца декабря Горское правительство уже распространяло на АНС не только политическое, но уже и государственное влияние. Было постановлено сформировать «абхазский конный полк четырехсотного состава»
ияние, было установлено «сформировать абхазский конный полк четырёхсотенного состава».
АНС впервые пошло на контакты с НСГ (народным советом Грузии) и Александр Шеврашидзе заявил что делает «иметь с Грузией лишь добрососедские отношения как с равным соседом».
Предстатель совета Грузии все тот же А.Чхенкели в беседе с Шервашидзе пытался подтолкнуть его на идею о выходе из союза горцев.